# Bienvenidos a Eltingville
Bienvenidos a Eltingville es el nombre de un dibujo animado producido por Cartoon Network Studios y animado por lo estudio japonés Tama Production basado en las historias del cómic Dork!, de Evan Dorkin. Su episodio piloto titulado "Tráiganme la cabeza de Boba Fett" ("Bring me the Head of Boba Fett" en inglés, del cual el mismo Dorkin fue escritor) fue estrenada el 1 de marzo del 2002 dentro del bloque programático Adult Swim de Cartoon Network. Luego del piloto no se realizaron más episodios.
El corto animado posee varias referencias a ciencia ficción, películas, videojuegos y cultura pop, las cuales se pueden ver dentro de la trivia realizada por dos de los personajes del corto (entre las cuales se encuentran Transformers, Alex Toth, Digimon, Gerald McBoing-Boing, Star Trek, Frankenstein, Pokémon, Twin Peaks, El Señor de los Anillos y Star Wars). Pudiéndose decir que la serie es una antecesora del programa Robot Chicken (Pollo Robot).
Tanto el tema inicial como el final fueron realizador por el grupo The Aquabats.